# Sportaccommodaties van de Olympische Zomerspelen 2008
De Olympische Zomerspelen 2008 worden gehouden in Peking, China van 8 augustus tot 24 augustus 2008. De 302 olympische wedstrijden verspreid over 28 sporten, vinden plaats op 37 verschillende locaties. Het gaat hierbij om 11 reeds bestaande faciliteiten, 12 speciaal voor deze Olympische Spelen gebouwde sites en 8 tijdelijke sportaccommodaties, die na de spelen afgebroken worden. Daarnaast bevinden er zich nog 6 andere sites buiten Peking.

Sportlocaties in Peking

In december 2003 begonnen de werken aan de eerste locaties. Tegen mei 2007 was men met de bouw van alle faciliteiten gestart. De Chinese overheid zal uiteindelijk zo'n 17 miljard yuan (1,6 miljard euro) besteed hebben aan het bouwen en renoveren van de sportaccommodaties voor de Olympische Spelen.

## Nieuwe sportaccommodaties

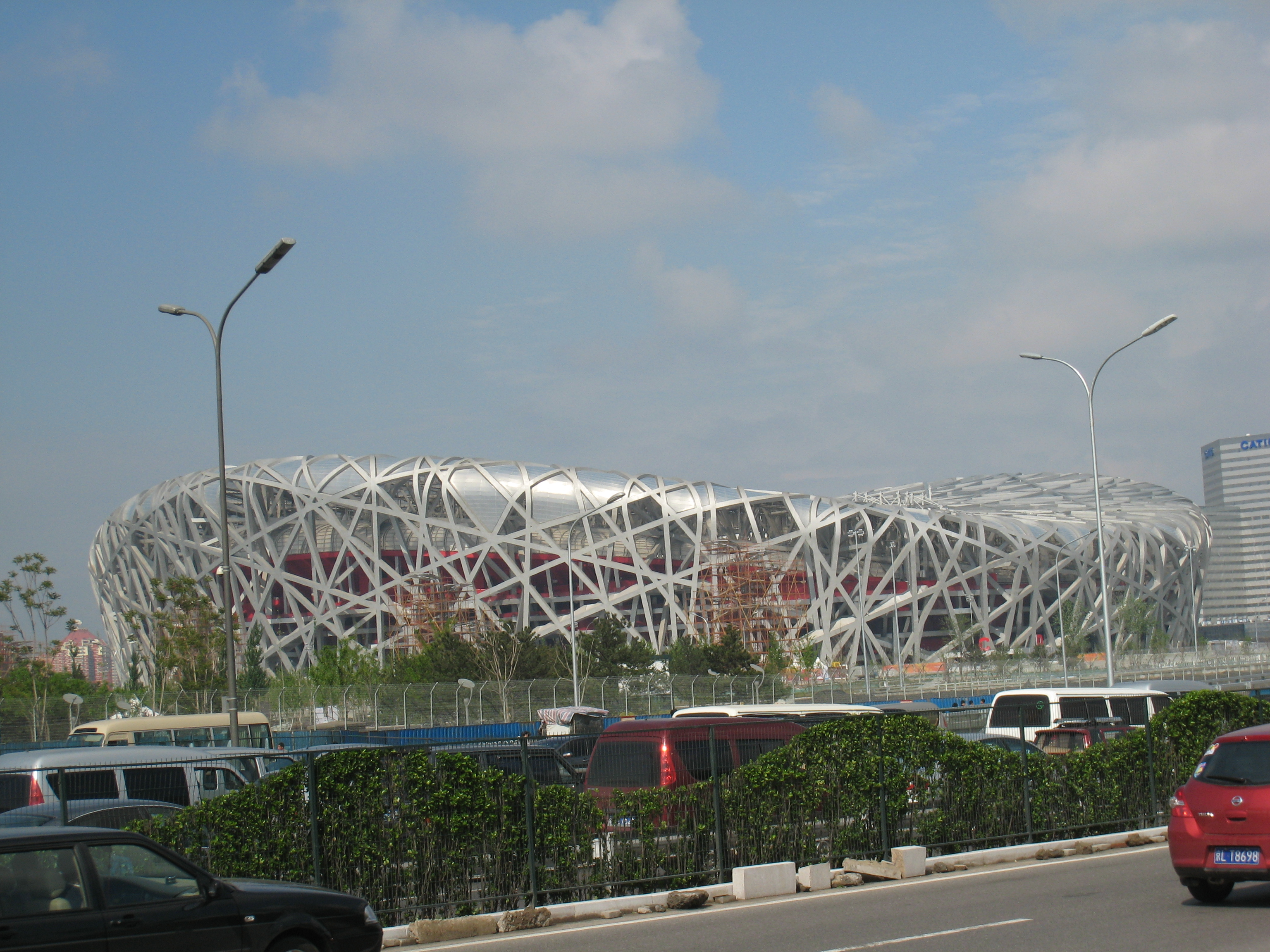
Beijing National Stadium

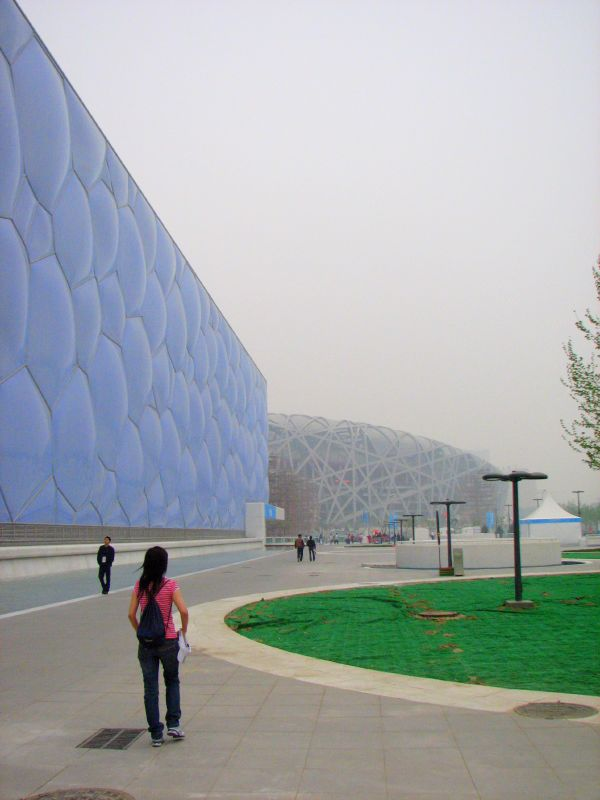
Beijing National Aquatics Center

| Sportaccommodatie                                   | Sport(en)                                   | Capaciteit |
| --------------------------------------------------- | ------------------------------------------- | ---------- |
| Beijing National Aquatics Center                    | Zwemmen, Schoonspringen en Synchroonzwemmen | 17.000     |
| Beijing National Indoor Stadium                     | Turnen, Trampolinespringen en Handbal       | 19.000     |
| Beijing National Stadium                            | Atletiek en Voetbal                         | 91.000     |
| Beijing Shooting Range Hall                         | Schietsport                                 | 9.000      |
| Beijing University of Technology Gymnasium          | Badminton en Rhythmische Gymnastiek         | 7.500      |
| China Agricultural University Gymnasium             | Worstelen                                   | 8.000      |
| Laoshan Velodrome                                   | Baanwielrennen                              | 6.000      |
| Beijing Olympic Green Tennis Center                 | Tennis                                      | 17.400     |
| Peking University Gymnasium                         | Tafeltennis                                 | 8.000      |
| Shunyi Olympic Rowing-Canoeing Park                 | Roeien, Kanovaren en Openwaterzwemmen       | 37.000     |
| Beijing Science and Technology University Gymnasium | Judo en Taekwondo                           | 8.024      |
| Beijing Olympic Basketball Gymnasium                | Basketbal                                   | 18.000     |

## Bestaande sportaccommodaties

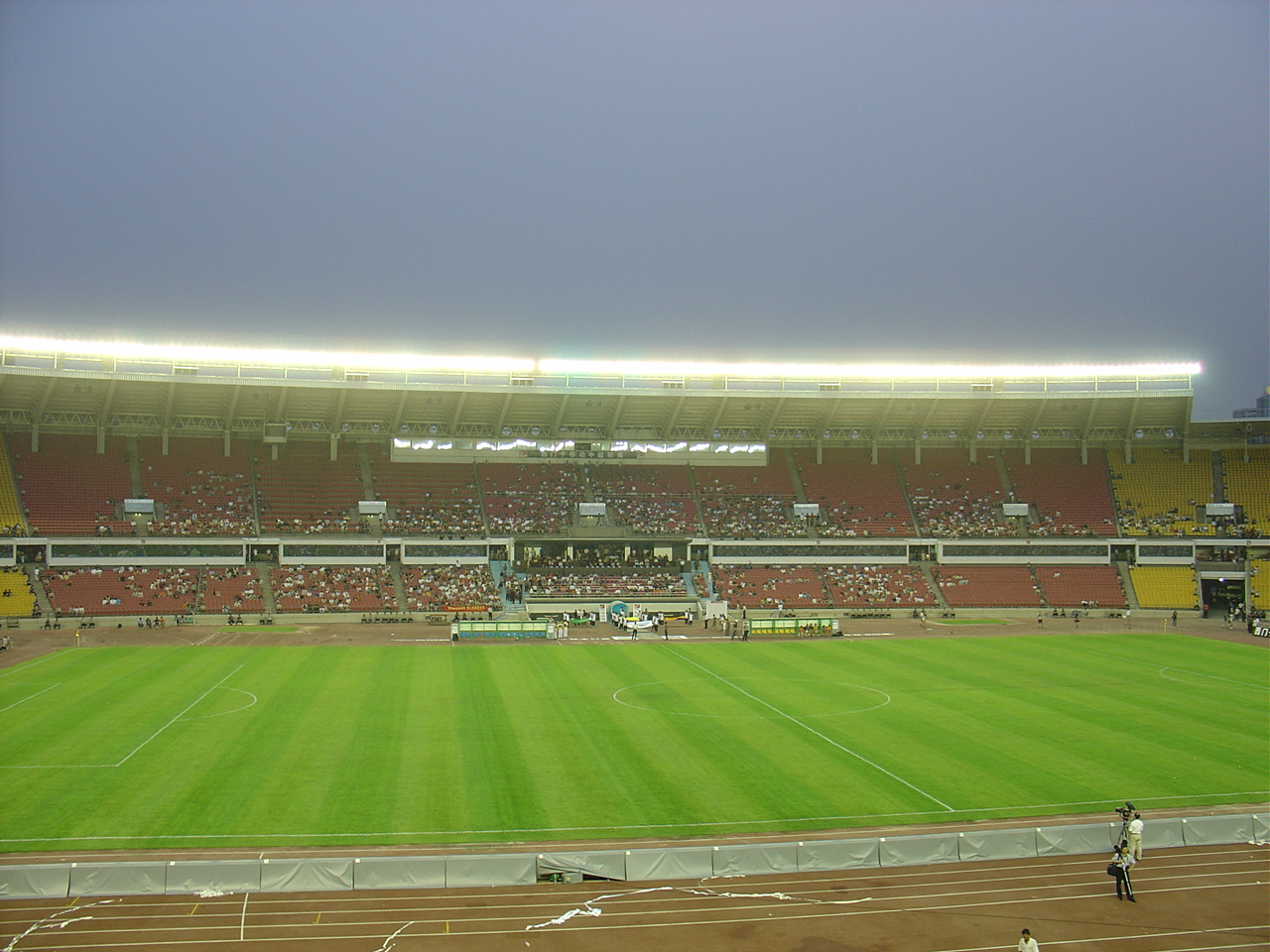
Beijing Workers' Stadium

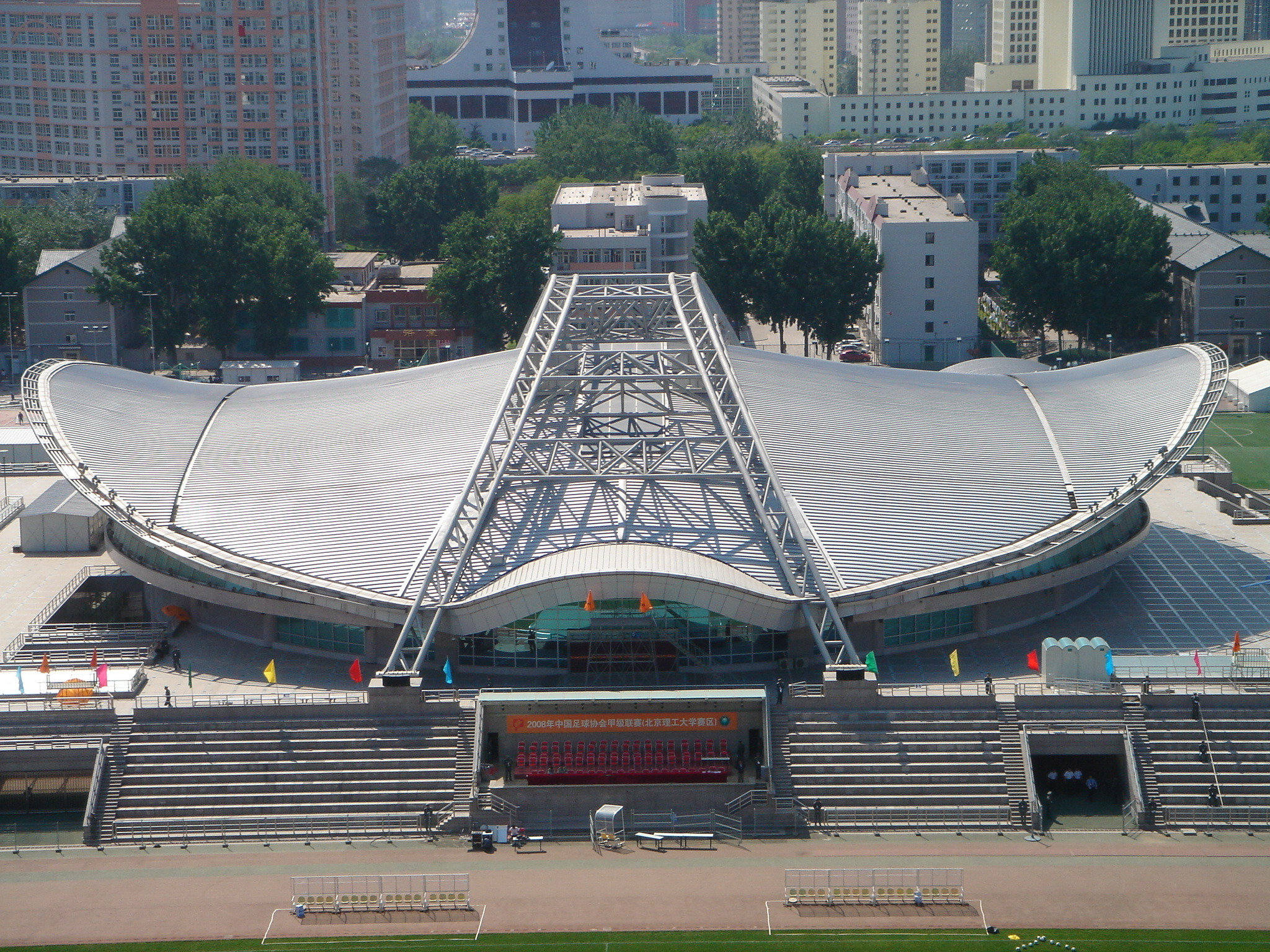
De sportzaal van de Beijing Institute of Technology

| Sportaccommodatie                                          | Sport(en)                                              | Capaciteit |
| ---------------------------------------------------------- | ------------------------------------------------------ | ---------- |
| Beijing University of Aeronautics & Astronautics Gymnasium | Gewichtheffen                                          | 5.400      |
| Beijing Institute of Technology Gymnasium                  | Volleybal                                              | 5.000      |
| Beijing Shooting Range Clay Target Field                   | Schietsport                                            | 5.000      |
| Capital Indoor Stadium                                     | Volleybal                                              | 18.000     |
| Fengtai Sports Center Softball Field                       | Softbal                                                | 13.000     |
| Laoshan Mountain Bike Course                               | Mountainbike                                           | 2.000      |
| Olympic Sports Center Stadium                              | Voetbal en Moderne vijfkamp (hardlopen en paardrijden) | 36.228     |
| Olympic Sports Center Gymnasium                            | Handbal                                                | 7.000      |
| Beijing Workers' Gymnasium                                 | Boksen                                                 | 13.000     |
| Beijing Workers' Stadium                                   | Voetbal                                                | 70.161     |
| Yingdong Natatorium of National Olympic Sports Center      | Waterpolo en Moderne vijfkamp (zwemmen)                | 4.852      |

## Tijdelijke sportaccommodaties

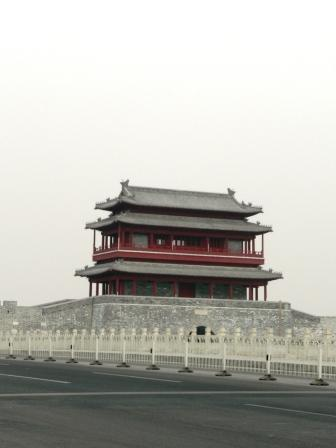
De gerestaureerde Yongdingmen gate, startpunt van de wegrit wielrennen

| Sportaccommodatie                             | Sport(en)                                                  | Capaciteit |
| --------------------------------------------- | ---------------------------------------------------------- | ---------- |
| Chaoyang Park Beach Volleyball Ground         | Beachvolleyball                                            | 12.000     |
| Laoshan BMX Venue                             | BMX                                                        | 4.000      |
| Beijing Olympic Green Archery Field           | Boogschieten                                               | 5.000      |
| Fencing Hall of National Convention Center    | Schermen en Moderne vijfkamp (schermen en pistoolschieten) | 5.695      |
| Beijing Olympic Green Stadium                 | Hockey                                                     | 17.000     |
| Triathlon Venue                               | Triatlon                                                   | 10.000     |
| Road Cycling Course                           | Wegwielrennen                                              | n/a        |
| Beijing Wukesong Sports Center Baseball Field | Honkbal                                                    | 18.000     |

## Sportaccommodaties buiten Peking

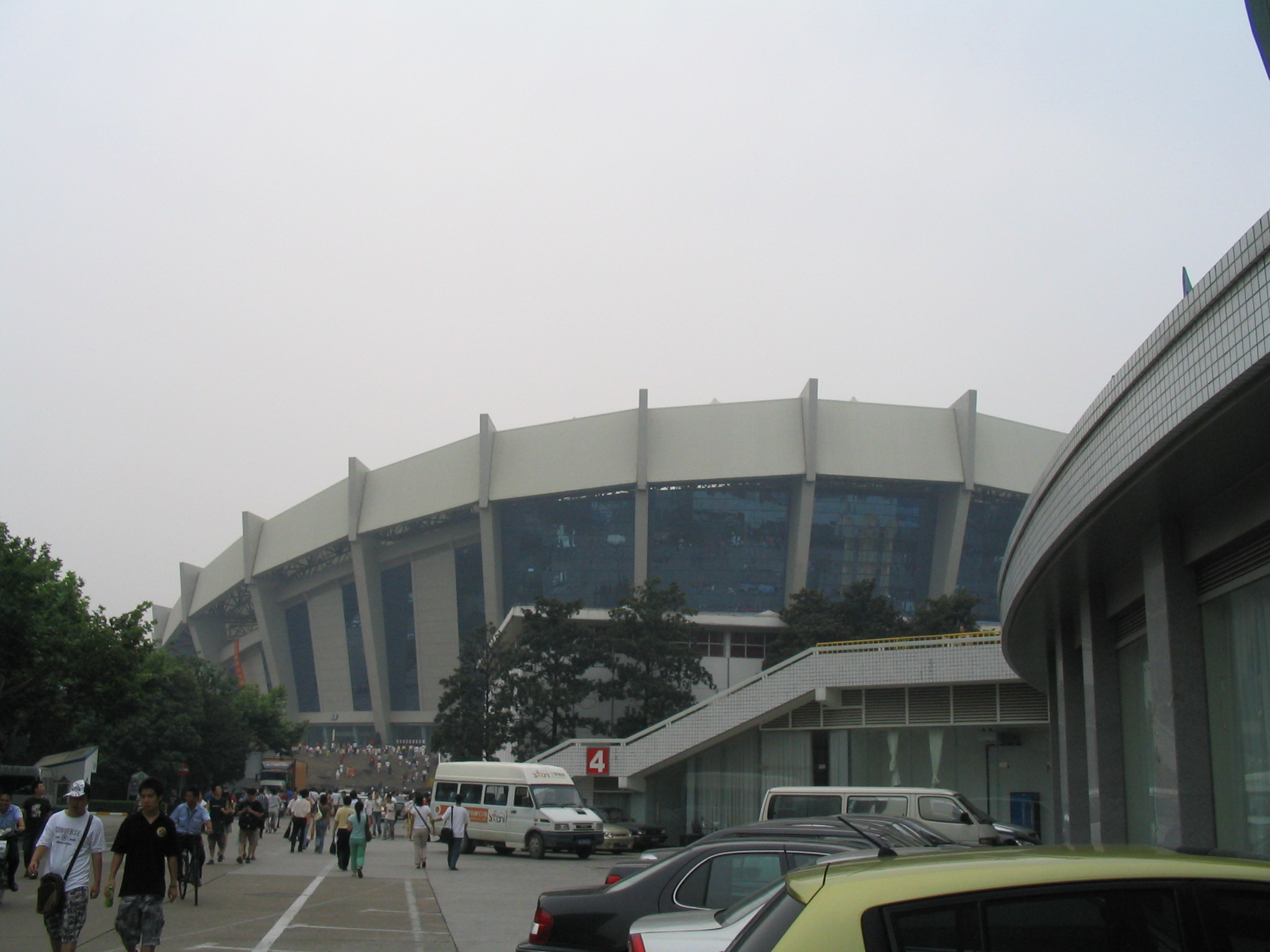
Shanghai Stadium, een van de stadions voor het voetbaltoernooi

| Sportaccommodatie                         | Sport(en)    | Capaciteit |
| ----------------------------------------- | ------------ | ---------- |
| Hong Kong Olympic Equestrian Venue        | Paardensport | 18.000     |
| Qingdao Olympic Sailing Center            | Zeilen       | n/a        |
| Qinhuangdao Olympic Sports Center Stadium | Voetbal      | 33.572     |
| Shanghai Stadium                          | Voetbal      | 80.000     |
| Shenyang Olympic Stadium                  | Voetbal      | 60.000     |
| Tianjin Olympic Center Stadium            | Voetbal      | 60.000     |